# Victor Sarro
Victor Hugo Quartero Sarro (São Bernardo do Campo, 5 de dezembro de 1988) é um comediante, roteirista, ator e apresentador de televisão brasileiro. 

## Biografia
Victor Sarro nasceu em São Bernardo do Campo, na Grande São Paulo, em 1988. Nunca, no entanto, viveu naquela cidade: passou a infância e a adolescência na capital, mais especificamente em um condomínio de quase mil apartamentos e muitos amigos. Ali, aprontava todas, enquanto ia descobrindo sua habilidade para levar as pessoas ao riso. Ainda jovem, tornou-se palhaço de um restaurante e, em pouquíssimo tempo, depois de ganhar um concurso de humor na TV, conquistou seu espaço: passou a integrar um famoso grupo de comédia do Rio de Janeiro e a trabalhar como humorista em um conhecido programa televisivo. 

### Carreira
Victor Sarro iniciou sua carreira de comediante ao participar de um concurso na internet. Tempos depois, foi convidado por Fábio Porchat para entrar no Comédia em Pé, o primeiro grupo de comédia stand-up do Brasil. Venceu o concurso O Mais Novo Talento do Humor do Brasil, no programa Tudo é Possível, da RecordTV. Na TV Globo, foi repórter e redator do programa Encontro com Fátima Bernardes, redator e integrante do elenco do Esquenta!, com Regina Casé, roteirista e comediante do Altas Horas, com Serginho Groisman, e trabalhou em roteiros do Vídeo Show, além de ter sido roteirista do Programa do Porchat. Apresentou os programas Queimando a Roda e Fritada no Multishow. Ele também participou da quinta temporada do talent show Dancing Brasil, na RecordTV, junto com a dançarina Bruna Bays, mas foi eliminado na semifinal. Em 2020, apresentou o programa Anitta Entrou No Grupo, ao lado da cantora Anitta, no Multishow. No mesmo ano, se tornou apresentador digital da décima segunda temporada do reality show A Fazenda, com os quadros Cabine de Descompressão e Live do Eliminado
Atualmente, viaja com o Risadaria (o maior festival de humor do mundo) e também está presente nas plataformas digitais, principalmente no Instagram e no YouTube. Ele costuma postar vídeos curtos e engraçados no seu feed do Instagram e alguns quadros criados por ele mesmo no seu canal do YouTube, como o “Papo de Macho” e “Central de Cancelamento da Quarentena”. Em 2021, foi contratado pela RedeTV! para apresentar o Galera Esporte Clube, programa esportivo mesclado com humor, junto com Júlio Cocielo, Lucas "Cartolouco" Strabko e Letícia Esteves. Em outubro, também passou a apresentar o Encrenca, do qual saiu em janeiro de 2022.
Em 22 de janeiro de 2024, foi contratado pelo SBT para ser um dos integrantes do É Tudo Nosso!.

## Vida pessoal
Atualmente, mora em Mogi das Cruzes com sua esposa. Victor ficou noivo da médica Maria Esther Tormin em um pedido para 6000 pessoas no ano de 2019, em Portugal. Oficializou a união em outubro de 2020.[carece de fontes?]